# Alexandre Rudajev
Alexandre Rudajev (Praag, 13 februari 1935 – Tampa 27 juli 2002) was een Tsjechisch-Amerikaans componist en psychiater. Hij is een zoon van Oostenrijks-Russische ouders. 

## Levensloop
Radajev studeerde aan het Státní konservatori hudby v Praze te Praag. In 1962 vertrok hij naar Parijs om compositie bij Nadia Boulanger te studeren. Na zijn terugkomst studeerde hij Geneeskunde aan de Karelsuniversiteit Praag om voor te zorgen voor wat hij als tweede standbeen betekende. Hij specialiseerde zich op Psychiatrie. Rudajev bleef verder werkzaam als componist.
Na de Praagse Lente emigreerde hij naar de Verenigde Staten en woonde eerst in New York en later in Clearwater waar hij als componist en psychiater zelfstandig werkzaam was. 
Als componist werd hij onderscheiden in een compositie-wedstrijd tijdens het Praagse-Lente-Festival 1966, in 1988 in het Musician's Accord Composers Competition in New York en tijdens het Sigvald Thompson Composition Competition in Fargo (North Dakota). 

## Composities

### Werken voor orkest
- 1989 Concerto, voor sopraansaxofoon en orkest
- 1996 Concerto, voor trombone en strijkorkest
- 1996 Concerto, voor altsaxofoon en orkest
- Gospel Fanfare

### Werken voor harmonieorkest
- 1985 Double concerto, voor viool, hobo en harmonieorkest
- Queekhoven Concerto, voor harp en harmonieorkest

### Kamermuziek
- 1989 5 Episodes, voor hobo, altsaxofoon en cello
- 1989 Petite Suite Parisienne, voor altfluit, dwarsfluit, hobo, klarinet, fagot en hoorn
  1. Promenade
  2. La Tendre mistérieuse
  3. Les Guignols
  4. Chanson d'un clown triste
  5. Finale en forme d'overture
- 1990 Sonata, voor altsaxofoon en piano
- 1991 Intermezzo, voor baritonsaxofoon en piano
- 1991 Variations et Thème, voor saxofoon en cello-oktet
- 1992 Sonata, voor viool en piano
- Concerto, voor sopraansaxofoon en piano
- Lentissimo, voor cello (solo) en zeven cello's
- Masks Five Images, voor cello-oktet
- Sober AA Tea Bar, voor saxofoonkwintet (SAATBar)
- Sonata Fantasia, voor cello en piano
- Trio-Divertimento - 3 Danses Esoteriques

### Werken voor harp
- 3 Preludes and Fugues